# Compagnie Bancaire Helvétique
CBH Compagnie Bancaire Helvétique SA é uma empresa de serviços financeiros com sede em Genebra e Zurique, na Suíça. 